# ヘイスティングス・イスメイ
初代イスメイ男爵ヘイスティングス・ライオネル・"パグ"・イスメイ陸軍大将（英語: Hastings Lionel "Pug" Ismay, 1st Baron Ismay KG GCB CH DSO PC DL、1887年6月21日 - 1965年12月17日）は、イギリスの政治家、軍人。イギリス領インド陸軍の将校であり、第二次世界大戦中は主にウィンストン・チャーチルの軍事首席補佐官として役割を果たし、その他に第4代イギリス連邦交渉大臣、初代NATO事務総長を務めた。

## 生涯
1887年6月21日にイギリス領インド帝国のネーニータールに誕生した。イギリスのチャーターハウス・スクールとサンドハースト王立陸軍士官学校で教育を受けた。1905年8月に陸軍少尉となり、1907年にインド軍第21アルバート・ヴィクター王子所有軽騎兵連隊に士官として参加した。第一次世界大戦の間、ソマリランドで「狂気のムッラー」ことサイイド・ムハンマド・アブドゥラー・ハッサンに対抗するイギリス軍にソマリランドラクダ軍団所属で戦った。1925年12月に帝国防衛委員会の次官補となった。大佐に昇進した後、インド総督であるウィリングドン伯爵の軍事秘書を務め、その後1936年に帝国防衛委員会に副長官として戻った。
1938年8月1日の第二次世界大戦の勃発直前に帝国防衛委員会の事務局長となり、差し迫った戦争に備えて計画を開始した。1940年5月にウィンストン・チャーチルが首相に就任した時、軍事首席補佐官・参謀としてイスメイを指名した。多忙な中、イスメイはチャーチルと参謀総長委員会の間で主導的に調整に務めた。また、イスメイはチャーチルに同行して連合軍の戦争会議の多くに参加した。イスメイの多くの助言や援助は、「チャーチルは戦争の間、国民と軍人の誰よりも助けられたことを認めざるを得ない。」と評価されている。
終戦後は年明けまで軍に残って国防省を再編成した。1946年11月に軍を退役し、インドでルイス・マウントバッテン卿の参謀長を務め、インド・パキスタン分離独立の監督に奔走した。1948年3月から1951年10月に英国祭評議会の議長を務め、イベント整理と促進を助けた。
1951年10月にチャーチルが首相に再任した時、チャーチルはイスメイを英連邦関係大臣（現在の外務・英連邦大臣、パレスチナなどの植民地交渉担当）に任命した。イスメイは大臣職を引き受けたが、1952年3月にNATO初代事務総長になった為、わずか6ヶ月で辞任した。
事務総長の任期中にNATOの地位を確立し、定義することに成功した。1957年5月の引退後は回想録の『The Memoirs of General Lord Ismay』を執筆し、多様な企業の取締役会を務めてイスメイ・ヤコブ委員会共同議長になって再び国防省を再編した。
1965年12月17日にグロスタシャー州のウォーミントン・グレンジにある自宅で死去した。

## 家族
1921年4月にローラ・キャスリーン・クレッグと結婚し、3人の子女が誕生した。